# Eriogonum lonchophyllum
Eriogonum lonchophyllum là một loài thực vật có hoa trong họ Rau răm. Loài này được A.Gray mô tả khoa học đầu tiên năm 1870.